# EXAMシステム
EXAMシステム（エグザム・システム、EXAM SYSTEM）は、『ガンダムシリーズ』に登場する架空のシステム。
セガサターン用ゲーム『機動戦士ガンダム THE BLUE DESTINY』で初登場。人型機動兵器「モビルスーツ (MS)」 のブルーディスティニーシリーズおよびイフリート改に搭載された特殊な戦闘用のオペレーティングシステム (OS) とそれを実行するためのハードウェアを指す。
ゲームでの声優は雪乃五月（現：ゆきのさつき）。

## 設定の経緯
ゲーム『THE BLUE DESTINY』のプロデューサーであった徳島雅彦の後年の対談によれば、当時は「某『新世紀』なキャラクター」（エヴァンゲリオン）の影響で「暴走」というワードが大流行していたが、当初にイメージしていたのは「暴走」よりもコントロール可能な「パワーアップ」であり、アニメ『蒼き流星SPTレイズナー』の "V-MAX" をガンダムシリーズでもやりたかったという。

## 開発経緯
当初、ジオン公国軍のフラナガン機関にてニュータイプ (NT) を研究していたクルスト・モーゼス博士は、NTの驚異的な能力・戦闘力を何とかサポートシステム化し、ジオン戦力の底上げを図る研究をしていた。
その過程において、クルストは研究対象であるNTの能力を知れば知るほどに驚愕し、畏怖や恐怖を経てとある考えに取り付かれるようになる。NTが人類に代わる進化した存在であるのなら、進化に取り残されたオールドタイプ (OT) は、かつて現人類に滅ぼされた旧人類のようにNTに駆逐されるのではないかという強迫観念である。
危機感に駆られたクルストは、やがて研究内容を変更し、OTでもNTを倒せるシステムの開発に着手する。そして、そのシステムはテスト中に発生した偶発的な事故でNTの少女「マリオン・ウェルチ」の精神波をコピーしたことによって完成するが、この事故で彼女は意識不明となった。クルストは、完成したシステムに「NTを裁くための (examination) システム」として「EXAMシステム」と名付けた。
EXAMシステムはイフリート改に搭載され、テストパイロットであるニムバス・シュターゼンによる操縦のもと、驚異的な機動力や戦闘力を発揮した。しかし、イフリート改はEXAMシステムのすべてを発揮するには性能不足だったため、クルストはそのデータを手土産として地球連邦に亡命する。当時のクルストにとっての敵はすでにNTであり、それを倒すためならジオンも連邦も関係がなくなっていたのである。その後、地球連邦軍において陸戦型ガンダムをベースとして3機生産された試作機はブルーディスティニーとして完成を見るが、当のクルストがEXAMシステム回収の任を受けたニムバスによって殺害されたうえ、EXAM搭載機がすべて破壊されたことから再現は不可能となり、歴史の闇に消えていった。
なお、EXAMシステムの消滅と同時に、マリオンは意識を取り戻したという。また、ゲーム『ガンダムネットワークオペレーション』ではクルストの亡命を阻止して引き続きジオン公国で開発が続けられたという架空展開のもと、EXAMシステムを搭載したギャンもしくはゲルググが登場する。

## システム概要
NTを打倒・駆逐するために作られたソフト・ハード一連の機器のことを指す。ハードウェアとしては、頭部搭載のサイコミュおよびEXAMコアユニット、胸部コックピット周辺搭載のアナライズコンバーター・コ・EXAMシステムおよびコントロールデバイスから構成される。ソフトウェアとしては、フラナガン博士のサイコミュを受信用として理論転用し、そこへさらにNTパイロットから抽出した反応速度や先読みなどの特性データを組み合わせたOSである。
能力的にNTに劣るOTに、対抗できる戦闘能力をシステム補助で付与させることを目的として開発されたOSの一種とされているが、システム稼働状態下ではほぼ完全な自律稼働が可能である。人間の脳波を電磁波として捉え、その中のいわゆる「殺気」を判別して敵パイロットの位置を特定する、攻撃の瞬間を察知して回避するなど、NTに近い戦闘動作を再現してみせるが、この基本概念を理解しない者にとっては、「搭載された機体に驚異的な性能を発揮させるOS」でしかない。また、フィードバックシステムは持たないが、感応波の受信用としてサイコミュ自体は頭部に搭載されており、システムによる殲滅衝動やマリオンの幻影による救済祈願など、パイロットは様々な精神的影響を受ける。
システムが起動（暴走）するまで、およびシステムを制御してその機能を最大限に利用するためには、パイロットを必要とする。そのためにはパイロットとの親和性が高いことが必要とされ、それが適合した場合には超常の戦闘能力が発揮されるが、逆に親和性が低いパイロットが搭乗した場合には、肉体的かつ精神的な過負荷に耐えられず死亡するなどの危険性もはらんでいる。
NTの脳波を検知した場合には、EXAMシステムはNT殲滅を優先としてパイロットの制御を離れ、行動を開始しようとするが、これは暴走ではなくクルストの意図した「正常な動作」である。しかし、多数の人間の死と殺気を感知した場合（戦場では頻繁に起こりうる）でも同様の反応が起こり、無差別な殺戮を開始してしまうという問題が残った。こちらは、クルストの意図しなかった本来の意味での「暴走」である。また、戦場にEXAM搭載機が複数存在した場合には、互いをNTと認識して同士討ちを開始してしまう。このため、EXAM搭載機は単機で敵集団に対して狂戦士的に立ち向かう乱戦において最も威力を発揮することから、実際にブルーディスティニーの1号機や3号機による単機での敵基地突入が行われている。
EXAMシステムはMSの頭部に搭載されるが、初期型EXAMを搭載したイフリート改はベース機のイフリートと比較してかなり巨大な頭部となっている。また、後期型EXAMを搭載したブルーディスティニー1号機は通常のサイズの頭部だが、開発ベースとなった機体が要求性能の関係で陸戦型ジムから陸戦型ガンダムに切り替わった際には、陸戦型ジムの頭部を陸戦型ガンダムに移植している。このことから、EXAMシステムとは単なるOSではなく特殊なハードウェアも含めたシステムであると考えられる。これを暴走（あるいはNT殲滅のための正常動作）させたブルーディスティニーは、カメラ部分が緑から赤に変化する。暴走状態となった際にはEXAMからの指示に機体の動きを近づけるため、本来ならば機体の損耗を考えて抑制されているハード性能の限界（小説版では120パーセントという言い回しをしている）を引き出し、稼動部や動力部への過負荷によっていつオーバーヒートを起こしてもおかしくない危険な状態に陥ってしまう。
前線でのテスト中に頻発したEXAMシステムの暴走を制御するため、ブルーディスティニーを担当した技術士官アルフ・カムラは1号機と3号機にリミッターを取り付け、本格的な暴走に突入する前にEXAMシステムが停止するように発動時間に制限をつけた。だが、アルフはEXAMシステムの真の目的に気づいていなかったため、対NTの部分については手付かずのまま放置されていた。リミッターを付与された1号機と3号機のEXAMシステムは、通常50パーセントしか機能していない。
システム発動時には基本的に「EXAMシステムスタンバイ」という音声が流れる。初出であるセガサターン版では音声のみであったが、後年のゲーム作品等では音声と共に赤文字で【EXAM】または【EXAM-SYSTEM】と大きく表示される場合が多い。EXAMの文字の下に小さな英文が表示されることもあるが、どういった文章かは作品によって異なり、GジェネレーションシリーズではFまでは「EXAM SYSTEM PROGRAM START!! LAST LIMIT 600 SECOND!!」と表示される。SPIRITSでは600の部分が300となり、WARS以降はLAST LIMIT以降の部分がなくなった。アートディンク制作のガンダムバトルタクティクスと続編の作品では「Switch the operation system from the pilot to EXAM SYSTEM. Please be careful becoming the high mobile mode.」と表示されEXAMの部分も含め赤ではなく白文字となっている。ガンダム バトルオペレーション ネクストで「HYPER ASSAULT-MANEUVER SUPPORTED OPERATION-SYSTEM」と表示されるようになって以降は他作品でも概ねこの表記で統一されている。
なお、派生作品の漫画版（覇王マガジン版・ガンダムエース版の双方）では、マリオンそのものがパイロットの脳裏に出現している。

## 派生システム

### NEO EXAMシステム
漫画『機動戦士ガンダム カタナ』に登場するMS・ブルーディスティニー・Ωに搭載された独自開発のシステム。
シン・フェデラルが「妖刀」を開発するための素材としてEXAMシステムを解析していたが、肝心のEXAMシステムのデータはほとんど存在しない状態だったため、独自理論を組み込むことになった。

### HADES
"Hyper Animosity Detect Estimate System"の略であり、読みは「ハデス」。ゲーム『機動戦士ガンダム サイドストーリーズ』のシナリオ「ミッシングリンク」に登場。EXAMのデータをもとに開発された特殊システムであり、ペイルライダーに搭載される。
上層部からの圧力によって提供されたEXAMの基礎データとサンプルをもとに、オーガスタの極秘研究施設によってEXAMとは別のアプローチで改修されている。MSのリミッターを強制開放して100パーセントの機体性能を引き出すとともに、教育型コンピューターの流用により、最適解をパイロットに伝達あるいは強制的に機動する。さらには、EXAM同様に頭部にサイコミュも搭載しており、不完全ながら敵のNTパイロットの感応波による思考の先読みも模索されていたという。HADES搭載機のパイロットは、システムとの協調性を高めるため、投薬などによって人為的に身体能力や精神伝達系の強化を施されるとともに、システムの「一部」となるために無用な思考を鈍らされている。これらの技術はのちに「強化人間」へと昇華されるが、パイロットのクロエ・クローチェには多大な負荷がかかり、結果として記憶障害を発症させてしまっている。
EXAMをベースとしていることから機体挙動には相似性が見られ、ゲーム『サイドストーリーズ』においてトラヴィスはブルーディスティニー3号機を目の当たりにした際、「あの蒼いヤツに似ているな……、いや、それ以上か？」と口にしている。また、ブルー専属技術士官のアルフ・カムラはHADESの情報を語りつつも、「あんなもの（ペイルライダー）とブルーを一緒にしてもらっては困る」と評している。
ペイルライダーはのちにネオ・ジオン軍によって大規模な改修が施され、トーリスリッターとなるが、HADESのシステムは完全にブラックボックス化されており、手を付けられずそのまま使われている。
開発過程において、"ZEUS"、"AREUS"、"THEMIS"というHADESの試作タイプとなるシステムが開発されている。

## その他の作品
ガンプラを用いる架空のゲームを題材とした2013年のテレビアニメ『ガンダムビルドファイターズ』第18話では、同作の登場人物であるレナート兄弟が使用するガンプラ、ジムスナイパーK9に搭載された「奥の手」としてEXAMシステムが登場し、主要登場人物との戦いを繰り広げている。なお、同作ではこの他にも第3話にて、端役同士の対決としてブルーデスティニー1号機と同3号機が登場する場面があり、1号機のカメラアイがEXAMシステム発動状態となっていた。